# Олонець
Олоне́ць (також вимовляється Оло́нець, карел. Anuksenlinnu, фін. Aunus) — місто в Республіці Карелія Російської Федерації, одне з найстаріших в Північній Росії. Адміністративний центр Олонецького національного району, утворює Олонецьке міське поселення.

## Етимологія і наголос
Назва утворена від назви річки Олонка, котра, можливо походить від фін. alanko — низина — або від давньовепського «алнус», що також значить низина. Раніше це місце називалося Алонѣсь, Олонѣсь (тобто Оло́нісь).
Нормативний наголос в російській мові падає на другу голосну — Оло́нець. Однак
- наголос на останню голосну (Олоне́ць) є поширеним та присутній у словниках та є допустимим;
- нормативний наголос у прикметнику «олоне́цький» — на третю голосну, хоча можливий і варіант оло́нецький[6];
- наголос Олоне́ць зустрічається у літературі (однойменний вірш А. Прокоф'єва, рима з молоде́ць).

Наголос у назві мешканця міста ставиться на третю голосну — олонча́нин.

## Географія
Олонець розташований у злиття річок Олонки і Мегреги, на Олонецькій рівнині, за 140 км на північний захід від Петрозаводська, 269 км на північний схід від Санкт-Петербурга по автодорозі Р21 (автодорога «Кола»).
Клімат
- Середньорічна температура повітря — 3,3 °C
- Середня швидкість вітру — 3,1 м/с

| Клімат                                           | Клімат | Клімат | Клімат | Клімат | Клімат | Клімат | Клімат | Клімат | Клімат | Клімат | Клімат | Клімат | Клімат |
| Показник                                         | Січ.   | Лют.   | Бер.   | Квіт.  | Трав.  | Черв.  | Лип.   | Серп.  | Вер.   | Жовт.  | Лист.  | Груд.  | Рік    |
| Абсолютний максимум, °C                          | 6      | 5      | 10     | 23     | 30     | 32     | 36     | 34     | 30     | 20     | 11     | 7      | 36     |
| Середній максимум, °C                            | −6     | −5,4   | −0,5   | 7,1    | 13,8   | 18,7   | 21,0   | 18,5   | 12,6   | 6,3    | −1,1   | −4,8   | 6,8    |
| Середня температура, °C                          | −9,2   | −8,2   | −4,2   | 3,0    | 9,6    | 14,5   | 16,8   | 14,5   | 9,6    | 4,0    | −3,3   | −7,8   | 3,3    |
| Середній мінімум, °C                             | −12,5  | −12,2  | −8,2   | −1,3   | 4,8    | 9,5    | 12,1   | 10,3   | 6,3    | 1,6    | −5,9   | −10,9  | −0,5   |
| Абсолютний мінімум, °C                           | −54    | −44    | −36    | −29    | −10    | −4     | 0      | −3     | −9     | −20    | −28    | −42    | −54    |
| Норма опадів, мм                                 | 38.7   | 30.1   | 31.1   | 35.9   | 42     | 50.6   | 64.3   | 80.6   | 76.1   | 69.1   | 63.4   | 44     | 625    |
| ------------------------------------------------ | ------ | ------ | ------ | ------ | ------ | ------ | ------ | ------ | ------ | ------ | ------ | ------ | ------ |
| Джерело: Метеостатистика Карелии, World Climate, |        |        |        |        |        |        |        |        |        |        |        |        |        |

## Історія
Олонець — одне з найдавніших поселень Карелії. Стоянки стародавньої людини, виявлені в пониззі річки Олонки (басейн Ладозького озера) датуються археологами 3-2 тисячоліття до н. е.
Заснування

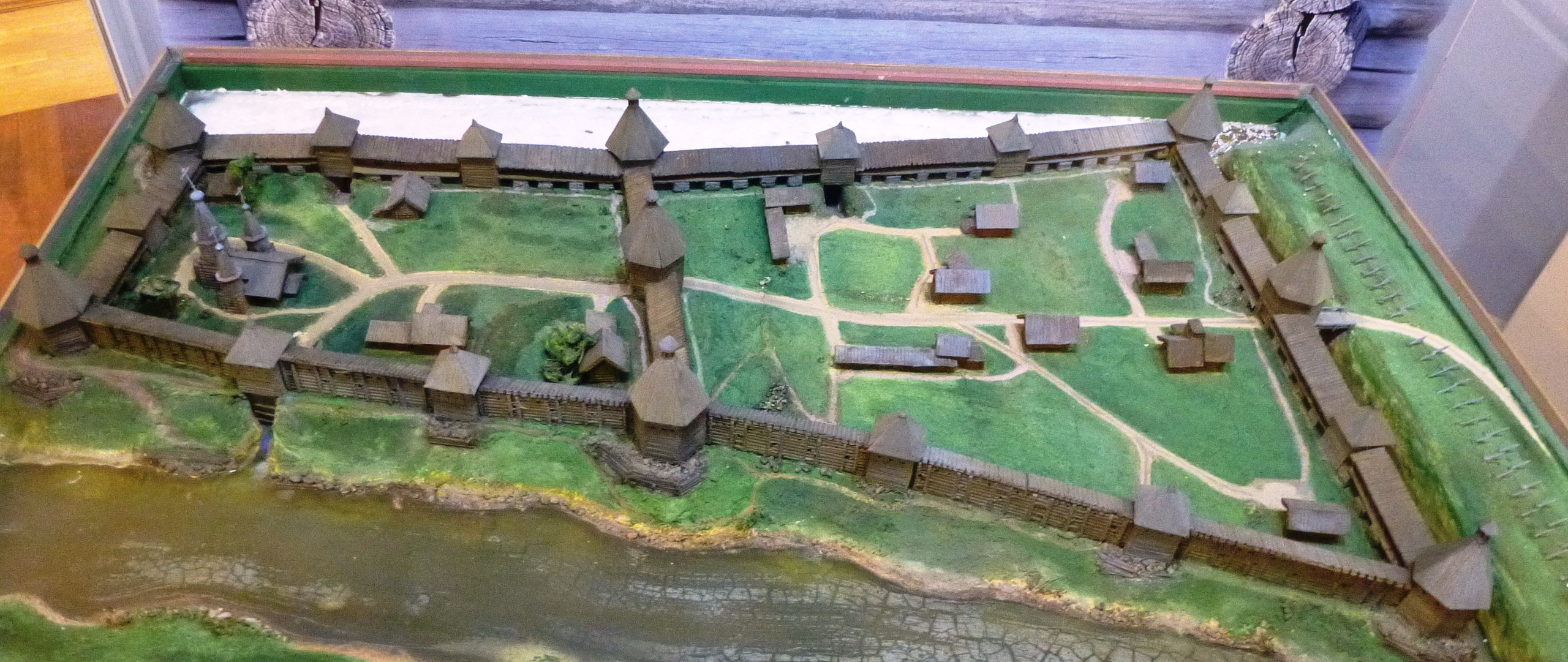
Макет Олонецької фортеці. Національний музей Республіки Карелія

Вперше в письмових джерелах Олонець згадується у приписку до Статуту новгородського князя Святослава Ольговича. Сам статут датується 1137 роком. Однак, сучасні історики датують приписку XIII століттям, а першим згадуванням вважається 1228 рік, коли Олонець згадують записи в декількох літописах.
За часів новгородської незалежності Олонець належав новгородському владиці. В ході російсько-шведських воєн XVI—XVII століть місто неодноразово розорялося.
За Столбовським мирним договором 1617 року кордон зі Швецією став проходити у 40 км від Олонецького сільського поселення. У 1648 р., зі стратегічних міркувань, Олонецьке Різдвяне сільське поселення було відписане в казну. У місці злиття річок Олонки і Мегреги, де знаходилося головне селище сільського поселення, відоме під назвою Толмачов-наволок, у вересні 1649 року за указом царя Олексія Михайловича під керівництвом князя Федора Волконського і дяка Степана Єлагіна була побудована «порубежная фортеця» Олонець. Олонецька фортеця стала ядром міста, адміністративним центром Заонежских і Лопских сільських поселень, форпостом у боротьбі зі шведами. Фортечна стіна (в стінах налічувалося 1300 бійниць) тяглася вздовж річкових берегів більш ніж на 1,5 км і мала 19 веж. Найвища — Червона вежа була заввишки 32 метри. У фортеці була відбудована церква Трійці, хлібні комори, воєводські двори і 155 дворів, у яких під час нападів шведських загонів ховалося навколишнє населення. На озброєнні гарнізону були 31 гармати різного калібру і 824 мушкета. За кількістю веж, протяжності стін і військової оснащеності фортеця перевершувала Архангельську і всі сибірські міста, поступаючись лише Холмогорам. Фортеця згоріла при пожежі в 1741 році і більше не відновлювалася.
Саме місто стає місцем олонецькій воєводи (в 1670-х роках олонецким воєводою служив Яків Стрешнев). У той період Олонець був єдиним торговим, військовим і адміністративним центром Карелії. «Щоб у місті не було порожньо», сюди були переселені з різних заонежских сільських поселень заможні селяни, які займалися торгівлею і промислами, у тому числі железоделательным промислом. Посадські люди Олонца у 2-й половині XVII сторіччя були підприємливими торговцями, на своїх невеликих судах вони ходили навіть в Стокгольм. Наприкінці XVII століття Олонець налічував 726 дворів.
Правління Петра I
У серпні 1700 року Петро I оголосив війну Швеції, почалася Велика Північна війна.
До початку 1702 року на північ від Олонца вже були залізоробні заводи, що видно з указу Петра I синові А. Бутенанта від 5 січня 1702 року:
«На Олонецький залізних заводах чужинця Андрія Бутенанта фон Розенбуша вилити негайно 100 гармат залізних і чавунних найдобріших, без всяких вад, ядром по 12 фунтів і за 1000 ядер до кожної гармати, і з Олонця, як йому вже зазначено, поставити в Новгород не пізніше березня 1702 року».
До 1703 році в околицях Олонця, у Лодейному Полі на р. Свір, була влаштована військова верф, яка отримала назву Олонецкої верфі. Фрегати Балтійського флоту будувалися на Олонецкій верфі і озброювалися гарматами на Олонецьких заводах. Про це нагадує герб Олонца, на якому змальовано два перехрещені книппеля. Книппель — це специфічний морський гарматний боєприпас з двох ядер, скутих коротким відрізком ланцюга.
У перші роки В ході кампаній 1702-1703 рр. російські війська зайняли Інгрію.
У 1707 році за наказом А. Д. Меншикова були встановлені поштові стани від Петербурга до Олонца і дещо пізніше — до Петровського збройового заводу.
У 1708 році була утворена Ингерманландская губернія, до складу якої був включений і Олонець.
У 1712 році Олонець віддано у ведення Адміралтейства. Значення Олонца — фортеці зберігалося до 1721 року, коли шведська межа була відсунута на північ і військово-стратегічне значення міста зійшло нанівець.
Мобілізації населення на роботи і в армію, а також будівництво Петербурга сприяло зубожіння, поступового розорення і запустіння дворів Олонца. У частині міст зазначена спад була значною. До числа таких міст Північно-Заходу Росії, де спад населення в ті роки була значною, можна віднести також Псков, Новгород і Каргополя.
З 1719 по 1724 рік Петро I кілька разів бував в Олонці і лікувався на олонецький марциальных водах. Лікування на олонецький водах супроводжувалося звичної для Петра I активністю. Бачачи, що лікування водами в Олонці йде повільно, Петро I сказав: «Врачую тіло водами, а підданих власними прикладами. І в тому і в іншому бачу зцілення досить повільне, проте ж, покладаючись на Бога уповаю на те, що все вирішить час»[неавторитетне джерело].
XVIII століття
В 1727 року з Санкт-Петербурзької губернії була виділена Новгородська губернія. Олонець знову став адміністративно-судовим центром Олонецькій повіту, і в розпису губерній і провінцій цей повіт зарахований до Новгородської провінції (однієї з п'яти провінцій нової губернії).
В 1773 році за указом Катерини II була створена Олонецька провінція (складалася з двох повітів і однієї округи). Олонець був призначений обласним містом Олонецкой провінції.
У 1784 році він став повітовим містом Олонецькій намісництва (на перше місце вийшов Петрозаводськ), а з 1801 року — повітовим містом Олонецкой губернії.
У XVII—XVIII ст. ст. Олонець продовжував залишатися великим торговим («купецьким») центром. З утворенням наприкінці XVIII століття Олонецкой губернії адміністративний центр перемістився в Петрозаводськ, а Олонець поступово перетворився в тихе провінційне містечко.
XIX століття
Слідом за скасуванням кріпацтва, проведеної у 1861 році, була земська реформа 1864 року, яка створила органи місцевого самоврядування — земства.
До 1 січня 1896 р. жителів 1496: дворян — 118, духовного стану — 23, почесних громадян і купців — 49, міщан — 1037, військових станів — 143, финляндцев — 88, інших станів — 38. Православних — 1445, розкольників — 1, католиків — 16, лютеран — 29, магометан — 5. Церков православних — 1 кам'яних і 4 дерев'яних, 2 каплиці. Земська лікарня на 12 ліжок. Міське училище, з 70 учнями, і жіноче парафіяльне, з 27 ученицями. Будинків кам'яних — 1, дерев'яних — 171; лавок — 28. Купецьких свідоцтв видано — 12, на дріб'язкової торг — 16, промислових — 4, приказчичьих — 12. Ярмарок — 2. Міський землі 7954 десятини. Міський дохід 7674 руб., витрата 7244 руб.; запасний капітал 2400 руб. Дві богадільні (на 59 призреваемых), з яких одна — з притулком для дітей (19 осіб); щорічний витрата — 4225 руб. Був також комітет піклування бідних і благодійний гурток.
XX століття
У 1912 році в Олонці проживало 2058 осіб.
Революція, громадянська війна
Після падіння монархії в Росії в 1917 році почався розпад Російської імперії. Наприкінці 1917 року оголосило про незалежність Велике князівство Фінляндське. Під час Громадянської війни 1918-1920 років і інтервенції незалежності від Радянської Росії зажадали північні волості Карелії.
У 1919 році головою Олонецькій повітового революційного комітету, олонецким військовим комісаром стає більшовик Ф. В. Єгоров. У 1920—1921 рр. він виконує обов'язки голови Олонецькій повітового комітету РКП(б).
У 1920 року більшовики остаточно встановили на території Карелії радянську владу. При активній участі фінської соціаліста Едварда Гюллинга і підтримки в. І. Леніна 8 червня 1920 декретом ВЦВК з населених карелами місцевостей Олонецкой і Архангельської губерній була утворена Карельська трудова комуна.
У 1923 році Карельська трудова комуна була перетворена в Автономну Карельську Радянську Соціалістичну Республіку.
У 1927 році Олонець був перетворений в сільський населений пункт.
В ході Великого терору 1937-1938 років в околицях с. Олонець відбувалися масові розстріли жертв сталінських репресій.
Під час Радянсько-фінської війни 5 вересня 1941 року частини Карельської армії Фінляндії зайняли Олонець. Місто було перейменовано в Aunuslinnu («Олонецька Фортеця»).
25 червня 1944 року частини Карельського фронту в ході Свірсько-Петрозаводської наступальної операції увійшли в залишене фінськими військами місто.
7 липня 1944 року Олонець знову отримав статус міста.

## Населення
На 1 січня 2016 року по чисельності населення місто перебувало на 996 місці з 1112 міст Російської Федерації.
Олонець є єдиним містом на території Карелії, де карели становлять більшість населення, крім цього Олонецький район є місцем компактного проживання карелів-ліввіків і найнаселенішим карелами районом Республіки Карелії.
Крім карелів в Олонці проживають такі традиційні для Карелії народи, як фіни, росіяни, а також білоруси, українці, поляки і литовці. І якщо росіяни проживали на цій землі здавна, то інші перераховані вище народи переселились в Карелію і зокрема в Олонецький район порівняно недавно. Щодо білоруського і українського населення це пов'язано насамперед з післявоєнним переселенням із зруйнованих сіл Білорусі і України, для поляків і литовців Карелія була місцем заслання. Що стосується фінів, то велика їх кількість переселилося в Карелію в 50-х роках XX століття, так як в той час фінська мова був на території республіки другою офіційною.
Цікавим також є і той факт, що в Олонці і Олонецькому районі існує невелика громада чеченців, що не характерно для цього регіону і республіки в цілому. За переписом населення 2002 року тут проживало 53 представника цієї національності. У зв'язку з цим в районі виникла низка міжнаціональних конфліктів.
| Народність | Чисельність | Відсоток |
| ---------- | ----------- | -------- |
| Карели     | 5827        | 58 %     |
| Росіяни    | 3720        | 37 %     |
| Білоруси   | 211         | 2 %      |
| Українці   | 157         | 1,5 %    |
| Фіни       | 126         | 1,3 %    |

## Економіка
- ЗАТ «Олонецький молочний комбінат»
- ВАТ «Олонецький хлібозавод»

В околицях міста розташовані кілька фермерських господарств.

## Транспорт
У північній частині міста проходить лінія Янісярві — Лодєйне Поле Волховстроєвського відділення Жовтневої залізниці. Залізничний вокзал станції Олонець розташований на початку вулиці Пролетарська.

## Культура і мистецтво
- Муніципальне установа культури Олонецкий національний музей карелів-ліввіків їм. Н. Р. Прилукіна, відкритий в 1959 році[20].
- Олонецький карельський народний хор «Karjalan koivu» («Карельська береза»), заснований у 1935 році[21].

## Пам'ятки

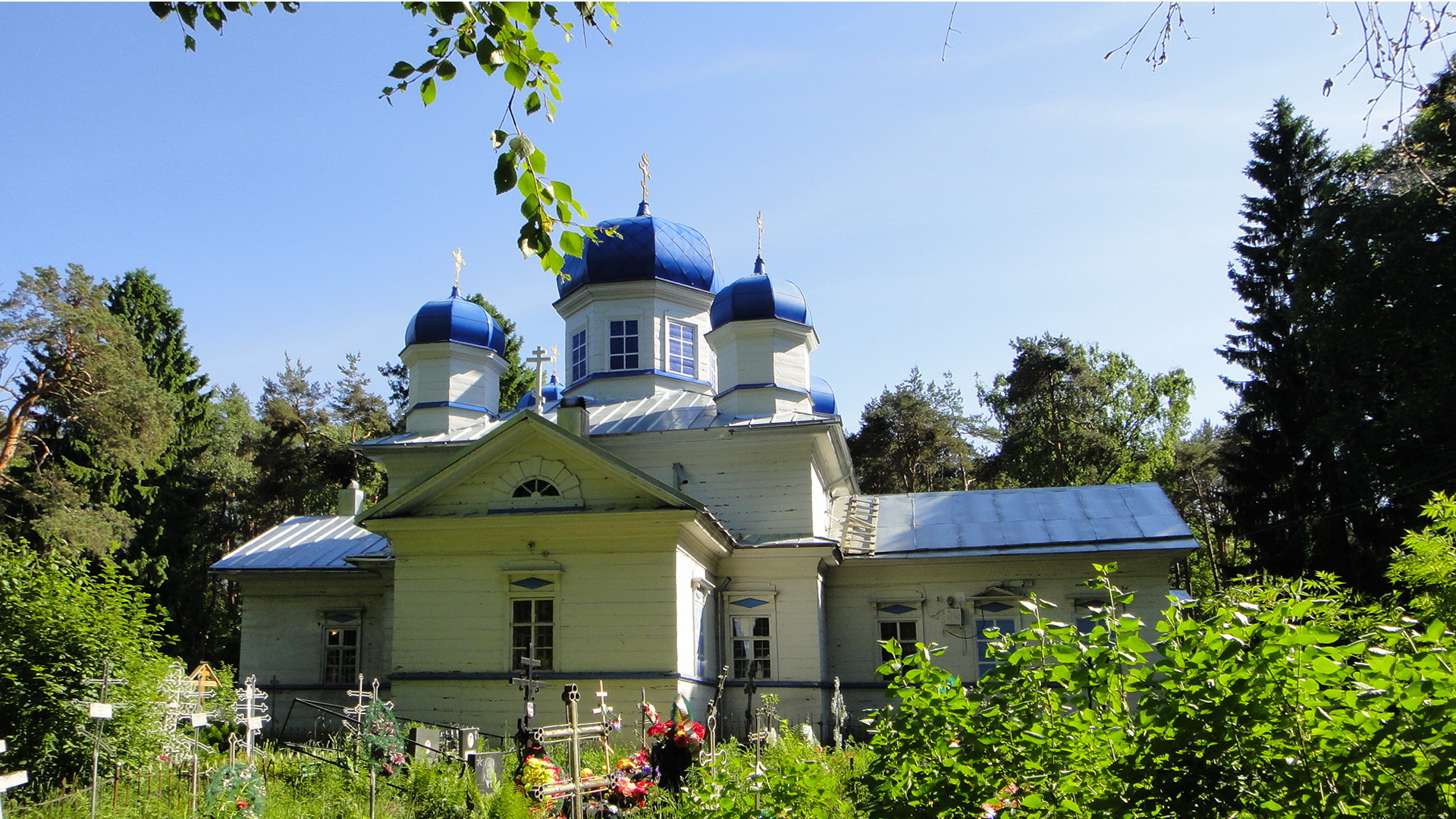
Церква Успіння Пресвятої Богородиці

- Братські могили радянських воїнів, загиблих у роки Великої Вітчизняної війни[22][23]
- Братська могила радянських воїнів і мирних громадян, розстріляних белофинскими інтервентами в період окупації Олонця в 1919 році[24]
- Пам'ятник радянським військовим льотчикам — учасникам Свірсько-Петрозаводської операції (1944)[25]
- Пам'ятник героям олонецького підпілля[26]
- Пам'ятник радянським воїнам-визволителям[27]
- Собор Смоленської Ікони Божої Матері (1828)
- Успенська церква у с. Кунилице
- Дерев'яний придорожній хрест (початок XIX століття) в с. Татчелица
- Церкви Фрола і Лавра (1613) в селі Мегрега за 10 км від Олонца
- Церква в с. Еройла
- Старовинні дерев'яні каплиці в селах Новинка, Пертисельга, Утозеро, Гаврилівка
- Церква Святого Хреста церкви Інгрії

## Міські свята і заходи
- Щорічно з 1999 року, за ініціативою тодішнього мера Олонця Василя Анатолійовича Попова в перший день зими стали проводитися «Олонецькі гри Дідів Морозів»[28].

## Пам'ятна монета Банку Росії
20 квітня 2017 року Банк Росії випустив в обіг пам'ятну монету номіналом 10 рублів серії "Стародавні міста Росії": р. Олонець, Республіка Карелія (1137 р.).

## Міста-побратими
- Міккелі, Фінляндія
- Пуоланка, Фінляндія
- Хюрюнсалмі, Фінляндія
- Рістіярві, Фінляндія

## Почесні громадяни міста
| Звання присвоєно | Прізвище, ім'я, по батькові                  |
| ---------------- | -------------------------------------------- |
| 1984             | Стулкін Іван Федорович                       |
| 1984             | Мітрукова Олена Олексіївна                   |
| 1984             | Макаров Олександр Васильович                 |
| 1984             | Харазия Хасан Лагустанович                   |
| 1989             | Крихта Костянтин Костянтинович               |
| 1989             | Рухтоев Георгій Іванович                     |
| 1989             | Кренева Катерина Іванівна                    |
| 1994             | Ізотов Лев Сергійович                        |
| 1994             | Колдоев Михайло Михайлович                   |
| 1994             | Ломбах Юрій Володимирович                    |
| 1994             | Сівов Геннадій Якович                        |
| 1997             | Бєляєва Галина Павлівна                      |
| 1998             | Кононов Михайло Костянтинович                |
| 1998             | Степанов, Віктор Миколайович                 |
| 2000             | Дубалов Микола Дмитрович                     |
| 2001             | Кудельников Іван Олександрович               |
| 2002             | Ребрій Ельвіра Іванівна                      |
| 2002             | Філатова Маргарита Іванівна (посмертно)      |
| 2002             | Митруков Василь Васильович                   |
| 2002             | Кузьмін Іван Петрович(посмертно)             |
| 2002             | Герасимов Андрій Петрович                    |
| 2004             | Кабанова Тамара Миколаївна                   |
| 2005             | Халявин Костянтин Сергійович                 |
| 2005             | Жорін Микола Ілліч                           |
| 2005             | Степанов Михайло Олександрович               |
| 2005             | Калінін Василь Петрович                      |
| 2010             | Плесовських Микола Павлович                  |
| 2012             | Петраш Парасков'я Єгорівна                   |
| 2014             | Щербаков Анатолій Павлович                   |
| 2015             | Бакбергенов Курмантай Імангалієвич[джерело?] |

## Видатні уродженці
- Кондратьєв Іван Васильович — карельський краєзнавець.